# Distretto di Hôlônbujr
Il distretto di Hôlônbujr  è uno dei quattordici distretti (sum) in cui è suddivisa la provincia del Dornod, in Mongolia. Conta una popolazione di 1.776 abitanti (censimento 2009). 